# Смерть и похороны Гейдара Алиева
Бывший президент Азербайджанской Республики Гейдар Алиев скончался 12 декабря 2003 года в Кливлендской клинике США в возрасте восьмидесяти лет от сердечной недостаточности в 10 часов утра по местному времени.
13 декабря распоряжением президента Азербайджана Ильхама Алиева была создана Государственная комиссия по организации похорон бывшего президента Азербайджана Гейдара Алиева. 14 декабря гроб с телом Гейдара Алиева был доставлен в Баку.
На церемонии прощания с Гейдаром Алиевым присутствовало большое количество иностранных гостей.

## Организация похоронного процесса
В состав Государственной комиссии по похоронам Гейдара Алиева, созданной распоряжением президента Азербайджана Ильхама Алиева, вошли следующие лица:
- Ильхам Алиев — Президент Азербайджана, председатель Государственной комиссии
- Муртуз Алескеров — спикер Милли меджлиса Азербайджана
- Артур Расизаде — премьер-министр Азербайджана
- Рамиз Мехтиев — руководитель Президентского аппарата
- Фархад Абдуллаев — председатель Конституционного суда
- Вилаят Гулиев — министр иностранных дел
- Сафар Абиев — министр обороны
- Намиг Аббасов — министр национальной безопасности
- Рамиль Усубов — министр внутренних дел
- Закир Гаралов — генеральный прокурор
- Аллахшукюр Пашазаде — председатель Управления мусульман Кавказа
- Махмуд Керимов — президент Национальной академии наук Азербайджана
- Гаджибала Абуталыбов — мэр Баку
- Анар Рзаев — председатель Союза писателей Азербайджана

## Похороны
После сообщения о смерти Гейдара Алиева в Азербайджане указом президента были закрыты все развлекательные заведения, а также был объявлен семидневный траур. Государственный флаг был приспущен, а многочисленные портреты бывшего президента по всей стране были обрамлены чёрными лентами.
Церемония прощания состоялась 15 декабря 2003 года во Дворце Республики (ныне — Дворец имени Гейдара Алиева) в Баку. Траурная церемония транслировалась в прямом эфире по основным телеканалам Азербайджана. Церемония прощания с Гейдаром Алиевым длилась семь часов. На государственных похоронах присутствовало 250 000 человек. В 9:00 по местному времени началась церемония прощания, у гроба был выставлен почётный караул Национальной гвардии Азербайджана. В это же время в местной мечети были совершены поминальные молебны. Спустя полтора часа после начала церемонии Владимир Путин и Нурсултан Назарбаев покинули Баку через международный аэропорт Бина (ныне — международный аэропорт Гейдар Алиев). После церемонии прощания многокилометровая траурная процессия под звуки траурного марша двинулась за орудийным лафетом с гробом Гейдара Алиева к Аллее почётного захоронения. Гейдар Алиев был похоронен на I Аллее почётного захоронения. Во время похорон был произведён артиллерийский салют.

## Присутствующие лица
В мероприятии приняли участие: президент России Владимир Путин, президент Турции Ахмет Недждет Сезер, премьер-министр Турции Реджеп Тайип Эрдоган, президент Украины Леонид Кучма, президент Казахстана Нурсултан Назарбаев, президент Молдовы Владимир Воронин, экс-президент Грузии Эдуард Шеварднадзе, мэр Москвы Юрий Лужков и другие общественно-политические деятели.

## Реакции
- Президент Казахстана Нурсултан Назарбаев выразил соболезнования Ильхаму Алиеву, заявив, что «азербайджанский народ понёс тяжёлую утрату»[4].
- Президент Кыргызстана Аскар Акаев 13 декабря направил телеграмму соболезнования Ильхаму Алиеву[4].
- Президент России Владимир Путин выразил свои соболезнования в телефонном разговоре с президентом Ильхамом Алиевым. Посольство Азербайджана в Москве открыло свои двери для людей, которые могли оставить свои подписи в книге соболезнований. Патриарх Московский Алексий II назвал Алиева «ушедшим из жизни мудрейшим государственным деятелем, который посвятил всю свою жизнь процветанию азербайджанского народа и внёс значительный вклад в укрепление некогда общего для наших народов государства». Соболезнования также выразил бывший премьер-министр России Евгений Примаков[12].
- Государственный департамент США направил соболезнования Ильхаму Алиеву[4].